# Космонавти (море)
Море Космонавти (на английски: Cosmonauts sea) е периферно море в Индоокеанския сектор на Южния (Арктически) океан край бреговете на Източна Антарктида – Бряг Принц Олаф и Бряг Принц Харалд на Земя Ендърби. Простира се между 33° и 54°и.д., а приблизителната му граница на север се прекарва по 63°ю.ш. Западната му граница с море Рисер-Ларсен се прекарва от полуостров Рисер-Ларсен на север по подводния хребет Гунерус, а на изток границата с море Съдружество – от полуостров Вернадски на север по 54°и.д. Дължина от изток на запад около 900 km, ширина около 600 km, площ 698.6 хил.km2. Максимална дълбочина 4798 m, в северозападната му част. Голяма част от годината е покрито с дрейфуващи ледове. От бреговете му се отделят множество айсберги.
През 1957 на брега на морето е открита първата японска антарктическа станция „Сьова“, а през 1962 г. – руската станция „Молодьожная“. Същата година морето е наименувано от поредната съветска антарктическа експедиция в чест на първите съветски космонавти.